# 4t Cos (Regne Unit)
El IV Cos va ser una formació de la mida d'un cos de l'exèrcit britànic, formada tant a la Primera com a la Segona Guerra Mundial. Durant la Primera Guerra Mundial el cos va servir al front occidental durant tota la seva existència. Durant la Segona Guerra Mundial va servir a Noruega i Gran Bretanya fins que va ser traslladat a l'Índia, que va ser amenaçada d'atac després que el Japó entrés a la guerra.

## Abans de la Primera Guerra Mundial
El 1876 es va publicar un Pla de Mobilització per a vuit cossos d'exèrcit, amb el '4t Cos' amb seu a Dublín i que comprenia les unitats regulars del Comandament Irlandès, amb el suport de la milícia. L'any 1880 s'organitzava de la següent manera:
- 1a Divisió (Dublín)
  - 1a Brigada (Dublín)
    - 1r Bn. 22è a Peu (Dublín), 82è a Peu (Dublín), 3r Bn. Brigada de Fusellers (Dublín)

  - 2a Brigada (Belfast)
    - Milícia d'infanteria lleugera d'Edinburgh de la Reina (Dalkeith), 1a Milícia Lanark (Hamilton), 2a Milícia Lanark (Lanark)

  - Tropes divisionals
    - Milícia d'Infanteria Lleugera de les Terres (Inverness), 3r Dragons de la Guàrdia (Dublín), 19a Companyia Reials Enginyers (Southampton)

  - Artilleria
    - O/3rd Brigade RA (The Curragh)
- 2a Divisió (The Curragh)
  - 1a Brigada (The Curragh)
    - 1st Bn. 16th Foot (Athlone), 38è a Peu (The Curragh), 95è a Peu (The Curragh)

  - 2a Brigada (The Curragh)
    - 1a milícia de West York (Pontefract), 2a milícia de West York (York), 3a milícia de West York (Doncaster)

  - Tropes divisionals
    - 4a Milícia de West York (Leeds),  2n Dragons de la Guàrdia (Dublín), 6a Companyia d'Enginyers Reials (The Curragh)

  - Artilleria
    - P/3a Brigada RA (The Curragh), K/2a Brigada RA (Kilkenny), I/2a Brigada RA (Athlone)
- 3a Divisió (Cork)
  - 1a Brigada (Cork)
    - 1a Milícia de Somerset (Taunton), 2a Milícia de Somerset (Bath), Milícia de Hereford (Hereford)

  - 2a Brigada (Limerick)
    - 1a Milícia de Warwick (Warwick), 2a Milícia de Warwick (Leamington Spa), Milícia de Glamorgan (Cardiff)

  - Tropes divisionals
    - 1r Bn. 7è a Peu (Cork), 19è d'Hússars (Ballincollig), 18a Companyia d'Enginyers Reials (Cork)

  - Artilleria
    - N/3a Brigada RA (Clonmel), M/3a Brigada RA (Limerick), H/2a Brigada RA (Fermoy)
- Brigada de cavalleria (The Curragh)
  - 2nd Dragoons (Dundalk), 7è d'Hússars (Cahir), 20è d'Hússars (Newbridge), I Battery B Brigade RHA (Ballincollig)
- Cos d'Artilleria
  - H Bateria B Brigada RHA (Newbridge), B Bateria A Brigada RHA (Dublin), G Bateria B Brigada RHA (Dublín)

Aquest esquema havia estat abandonat el 1881.
Les estimacions de l'exèrcit de 1901 (introduïdes per St John Brodrick quan era el secretari d'Estat de Guerra) permetien sis cossos d'exèrcit basats en els sis comandaments regionals: el IV Cos havia de ser format pel Comandament Oriental amb quarter general a Londres. Havia d'estar formada per 27 bateries d'artilleria (18 regulars, 6 milícies i 3 voluntaris) i 25 batallons d'infanteria (8 regulars, 8 milícies i 9 voluntaris). El tinent general Lord Grenfell va ser nomenat oficial general en funcions al comandament en cap (GOCinC) del IV Cos l'abril de 1903. Sota l'Ordre de l'exèrcit núm. 38 de 1907, els títols del cos van desaparèixer, però el Comandament oriental va continuar sent un dels principals organització administrativa, controlant dues brigades de cavalleria i una divisió d'infanteria (4a Divisió).

## Primera Guerra Mundial

Senyal del IV Cos durant la I Guerra Mundial

El cos va tenir el seu origen en una força que operava independentment contra la invasió alemanya de Bèlgica sota el comandament del tinent general Sir Henry Rawlinson. Va ser transferit del control de l'Oficina de Guerra a la  Força Expedicionària Britànica el 9 d'octubre de 1914, i el comandant de la BEF, Sir John French, el va constituir com a IV Cos. Va suportar part de la pes de la defensa en les primeres etapes de la Primera batalla d'Ieper. Inicialment comprenia la  7a Divisió d'Infanteria i la 13a Divisió de Cavalleria, però aquestes van ser transferides a finals d'octubre. El IV Cos va ser reconstituït el 6 de novembre. Llavors va lluitar a la Batalla de Neuve Chapelle i les accions subsidiàries, les batalles d'Aubers Ridge, i la Festubert, la Loos i les accions associades. El fracàs de Rawlinson en portar reserves a les línies de front del IV Cos van permetre que l'exèrcit imperial alemany es reagrupés i va fer que la contraofensiva de la BEF fracassés.
El 1916 el cos va ser comandat per Sir Henry Wilson. El cos mantenia inicialment un tram de cinc milles des de Loos fins al sud de Givenchy, entre el I Cos d'Hubert Gough al nord i el 9è Cos d'exèrcit francès (part del Desè Exèrcit de Victor d'Urbal) al sud. Wilson, observant la diferència de qualitat entre les seves divisions, es va interessar molt per la formació i va fer moltes conferències.
Al març, els britànics van prendre el relleu del Desè Exèrcit francès. El IV Cos va ser traslladat al sud de Givenchy, enfront de Vimy Ridge, la qual cosa va donar als alemanys l'avantatge de l'alçada. La 47a Divisió va dur a terme operacions mineres efectives el 3 de maig i el 15 de maig. Un atac alemany sorprenent el vespre del diumenge 21 de maig va avançar 800 iardes, capturant 1.000 metres de la línia del front britànic. El contraatac posterior va fracassar i Wilson va quedar gairebé "desgomat" (rellevat del comandament).
Wilson va resistir la pressió de Haig per dur a terme un atac limitat fins després de l'1 de setembre. Amb un altre "Big Push" previst al Somme al setembre, l'atac de Wilson es va ajornar fins a l'octubre, i el GHQ ara volia que es prengués tota la cresta de Vimy, la qual cosa significaria un atac conjunt amb el XVII Cos. Edmonds va escriure més tard que els preparatius de Wilson havien posat les bases per a la captura reeixida de Vimy Ridge l'abril de 1917. L'atac a Vimy mai va tenir lloc, ja que el IV Cos es va incorporar a l'Exèrcit de Reserva de Gough , on va romandre en reserva durant la batalla de l'Ancre.
El cos també va participar en la retirada alemanya a la línia Hindenburg, la batalla de Cambrai i les accions associades, les primeres batalles del Somme i les accions associades, la segona batalla del Somme, la batalla del canal de St. Quentin i les accions associades, i l'avanç final a Picardia.

### Composició durant la Primera Guerra Mundial
La composició dels cossos d'exèrcit va canviar amb freqüència. Aquí es donen algunes ordres de batalla representatives per al IV Cos.
Ordre de batalla a Ypres 10 de novembre de 1914
- Oficial general al comandament (GOC): el tinent general Sir Henry Rawlinson
- Brigadier, Estat Major: R.A.K. Montgomery
- Brigadier Artilleria Reial : A.H. Hussey
- Coronel , Enginyers Reials : R.U.H. Buckland
- 7a Divisió
- 8a Divisió

En el moment de les batalles d'Aubers Ridge i Festubert (maig de 1915), el IV Cos encara tenia la 7a i la 8a divisions al comandament, però havien rebut el reforç de la 49a Divisió (West Riding) de la Força Territorial.
Ordre de Batalla el 1916
Un cop establerta l'era de la guerra de trinxeres al front occidental (1915-1917), la BEF va deixar el seu cos d'exèrcit en posició durant llargs períodes, de manera que es va familiaritzar amb el seu sector, mentre rotava les divisions perquè necessitaven descans, entrenament, etc. o transferència a altres sectors. Tretze divisions diferents van passar pel IV Cos durant els onze mesos de mandat de Wilson, i només una, la 47a, va romandre més de sis mesos.
El desembre de 1915, el IV Cos estava format per la 1a (antiga divisió regular), la 47a (territorials de Londres) i la 15a (escocesa) i la 16a Divisió (irlandesa) (ambdues del Nou Exèrcit). Henry Wilson va quedar impressionat pel nivell d'entrenament a la 15a, però no a la 16a. A la primavera va perdre la 1a, 15a i 16a divisions i va guanyar la 2a (antiga divisió regular) del I Cos. El IV Cos també va guanyar la 23a (Nou Exèrcit). En aquest moment, amb l'exèrcit que recentment s'havia multiplicat per deu, hi havia poca avaluació continuada formal del rendiment dels oficials, així que Gough, el comandant de l'Exèrcit de Reserva, va transmetre la seva opinió informal (i baixa) del GOC de la 2a Divisió William G. Walker, que més tard va ser rellevat. (Diari de Wilson 24 de febrer de 1916).
A principis d'abril es va emportar la 23a Divisió, i una sèrie de canons amb ella. A l'agost, el IV Cos contenia dues divisions, la 63a Divisió (Royal Naval) i la 9a Divisió (Escocesa) (Nou Exèrcit). Part de l'artilleria del IV Cos es va traslladar al Somme. Llavors es van emportar les divisions 63a i 9a, després a l'octubre tot el cos va ser traslladat a l'Exèrcit de Reserva de Gough al Somme, encara que es va utilitzar com a formació de retenció en lloc de desplegar-se al front. En un moment donat, el 18 d'octubre, el IV Cos no tenia cap divisió.
Durant el 1916, els oficials d'estat major encara estaven escasses i aquests homes van ser capturats furtius del IV Cos i les seves divisions components per Rawlinson per al quart cuarter general de l'exèrcit.
Ordre de Batalla a l'inici de l'avenç final a Picardia (27 de setembre de 1918) [ 19 ]
GOC: Tinent-General Sir George Harper
- 5a Divisió
- 37a Divisió
- 42a Divisió (Eastern Lancashire).
- Divisió de Nova Zelanda

## Segona Guerra Mundial

### Noruega
El cos va ser reformat a Alresford a Hampshire el febrer de 1940 en previsió d'operacions a Noruega, o potser a Finlàndia (part d'una intervenció projectada a la guerra d'hivern russo-finlandesa ). De març a maig de 1940 parts del cos van lluitar a Narvik i Trondheim a la campanya de Noruega. El seu comandant era el tinent general Claude Auchinleck.

### Forces locals
Després de la finalització de la campanya de Noruega, el Cos va comandar primer la majoria de les reserves blindades preparant-se per fer front a la proposta d'invasió alemanya de Gran Bretanya (Operació Lleó Marí), mentre que els altres quarters generals del cos que havien estat evacuats de Dunkerque a l'Operació Dinamo es van reorganitzar. El IV Cos es va plantejar com una força de contraatac sota el tinent general Sir Francis Nosworthy. Un cop acabat el perill d'invasió, el cos es va implicar molt en l'entrenament i desenvolupament de la doctrina tàctica. El cos va establir la seu a Guilsborough House prop de Northampton fins a l'agost de 1940 quan es va traslladar a Latimer House prop de Chesham.
Ordre de Batalla tardor de 1940
- 2a divisió blindada (16 de juny-4 d'agost de 1940)[23]
- 42a Divisió (East Lancashire) (9 de setembre-6 de novembre de 1940)[24]
- 43a Divisió (Wessex) (19 de juny-5 de novembre de 1940)[25]
- 31è Grup Brigada Independent (1 d'agost de 1940-15 de febrer de 1941)[26]
- HQ Reial Artilleria
  - 154è regiment de camp de l'exèrcit (Leicestershire Yeomanry)[27]
- 67è regiment mitjà[28]

### Iraq
El gener de 1942 el quarter general del Cos va ser enviat a l'Iraq, com a part del Comandament de l'Orient Mitjà. El seu comandant era el tinent general Thomas Corbett. El 1942, Corbett va ser nomenat cap d'estat major del comandament de l'Orient Mitjà i el tinent general Noel Irwin es va fer càrrec del IV Cos.

### Índia / Birmània
Després de la conquesta japonesa de Birmània, diverses divisions britàniques de la Gran Bretanya i l'Orient Mitjà, i el quarter general del IV Cos, es van desplegar a l'Índia, després es van omplir amb el Cos de senyals de l'exèrcit indi i unitats de línia de comunicacions. Va prendre el relleu del quarter general ad hoc del Cos de Birmània, que va ser dissolt, a Imphal a Manipur, al nord-est de l'Índia. Va informar a l'Exèrcit Oriental. El Cos va adoptar una insígnia d'un elefant carregant, en negre sobre fons vermell.
El juliol de 1942, Irwin va ser ascendit al comandament de l'Exèrcit de l'Est. El seu successor al comandament del IV Cos va ser el tinent general Geoffry Scoones. Es dedicava a activitats de patrulla fins al riu Chindwin i a la construcció d'aeròdroms i carreteres. Des de finals de 1943, el Cos va formar part del recentment creat Catorze Exèrcit.
El 1944 els japonesos van intentar interrompre els atacs aliats a Birmània llançant un atac, amb el nom en clau U-Go, contra Imphal, que va portar a l'èpica batalla d'Imphal. A l'inici de la batalla, el Cos estava format per les divisions índies 17a, 20a i 23a, amb la 50a brigada de paracaigudes i la 254a brigada de tancs índies. Durant les primeres etapes de la batalla, la 5a Divisió índia va ser traslladada a Imphal per unir-se al cos.
El cos va ser envoltat per l'exèrcit imperial japonès però finalment va derrotar als seus atacants. Es van introduir subministraments i reforços per donar suport a les tropes assetjades, i es van expulsar víctimes i no combatents. El setge va acabar el 22 de juny, quan les tropes del IV Cos es van trobar amb les forces de relleu del XXXIII Cos al nord d'Imphal. Des d'aleshores fins que el monsó va acabar més tard l'any, les formacions del IV Cos (la 5a Divisió índia i la recentment arribada 11a Divisió d'Àfrica Oriental) van netejar els japonesos de l'est del Chindwin i van establir diversos caps de pont a través del riu.
El novembre de 1944, quan van acabar les pluges, el Catorze Exèrcit es va preparar per fer un atac decisiu a Birmània central. El tinent general Scoones va ser nomenat al comandament central , un quarter general a nivell de l'exèrcit a l'Índia, i substituït a càrrec del IV Cos pel tinent general Frank Messervy. En preparació per a l'ofensiva, es van organitzar diverses divisions com a formacions motoritzades i portàtils.
L'ofensiva va començar amb el IV Cos a l'esquerra del Catorze Exèrcit, liderat per la recentment arribada 19a Divisió índia. Es va fer evident que els japonesos havien caigut darrere del riu Irauadi. La 19a Divisió va ser transferida al XXXIII Cos i el IV Cos es va canviar al flanc dret de l'Exèrcit, avançant per la vall de Gangaw a l'oest del Chindwin, dirigida per la 28a Brigada d'Infanteria d'Àfrica Oriental i una formació d'infanteria ad-hoc, la Brigada Lushai. A finals de febrer, la 7a divisió d'infanteria índia va guanyar caps de pont sobre l'Irrawaddy. La 17a Divisió Índia motoritzada, amb els tancs M4 Sherman de la 255a Brigada de Tancs índia, va seguir a través d'aquests caps de pont i va atacar profundament el territori ocupat japonès per capturar el centre vital de transport i subministrament de Meiktila. Reforçat per les tropes aterrades als aeròdroms propers a la ciutat, es va defensar dels contraatacs japonesos durant el març.
Després de la derrota japonesa a Birmània central, el Catorze Exèrcit es va reorganitzar. El IV Cos comandava ara la 5a i la 17a divisions índies motoritzades, la 19a divisió índia (que romania en un establiment de transport mixt d'animals i motors) i la 255a brigada de tancs. Durant l'abril, la 5a i la 17a divisió es van alternar al capdavant de la tracció final a Rangún per la vall del riu Sittang, mentre que la 19a divisió va assegurar la línia de comunicacions del cos. A principis de maig, quan va començar el monsó, el Cos s'havia mantingut a 40 milles (64 km) de Rangún. Rangoon va ser capturat per un desembarcament amfibi, l'operació Dràcula, després d'haver estat abandonat per la seva guarnició.
Poc després de la caiguda de Rangún, el IV Cos va ser retirat del control del Catorze Exèrcit i es va posar sota el recentment activat Dotzè Exèrcit. Comandat temporalment pel tinent general Francis Tuker, va ser el responsable de netejar les forces japoneses restants a Birmània fins al final de la guerra, inclosa la derrota d'una gran evasió al Pegu Yoma. El cos va ser desactivat poc després de la fi de les hostilitats.

## Oficials generals al comandament
La relació de comandants inclou:
- General Lord Grenfell - 1 d'abril de 1903[30]
- General Lord Methuen - 6 de juny de 1904[31] (el 4t Cos d'Exèrcit va ser rebatejat com  a Comandament Oriental l'1 de juny de 1905)
- Lieutenant-General Henry Rawlinson - Octubre de 1914 - desembre de 1915[32]
- Lieutenant-General Henry Wilson - Desembre de 1915 - finals de 1916[33]
- Lieutenant-General Charles Woollcombe - 1916–1918[34]
- Lieutenant-General George Harper - Març de 1918 - juny de 1919[35][36]
- Lieutenant-General Claude Auchinleck - Febrer de 1940 - maig de 1940
- Lieutenant-General Francis Nosworthy - Juliol de 1940 - novembre de 1941
- Lieutenant-General Thomas Corbett - Gener de 1942 - març de 1942
- Lieutenant-General Noel Irwin - Abril de 1942 - juliol de 1942
- Lieutenant-General Sir Geoffry Scoones - Agost de 1942 - desembre de 1944
- Lieutenant-General Sir Frank Messervy - Desembre de 1944 - juliol de 1945
- Lieutenant-General Sir Francis Tuker - Juliol de 1945 - agost de 1945[37]